# Universidade do Centro de Queensland
A Universidade do Centro de Queensland, ou, na sua forma portuguesa, da Queenslândia (em inglês: Central Queensland University) é uma universidade localizada em Queensland, Austrália. Foi fundada em 1992.